# 戰爭機器2
《戰爭機器2》（英語：Gears of War 2）是由Epic Games所研發的第三人稱射擊遊戲，為戰爭機器的續作，由微軟发行，於2008年11月7日在Xbox 360平台上独家在全球上市。本游戏已经被加进Xbox One的Xbox 360游戏兼容列表，并支持Xbox One X强化。

## 劇情
二代的劇情銜接著一代故事之後的6個月，在D小隊成功的將光子炸彈投進了獸族的主要據點之後，維安政府以為這樣便可以成功消滅獸族，沒想到獸族大難不死的逃過一劫，並且再次集結了更龐大的武力攻向人類最後的堡壘——賈辛圖。
在受到獸族連番猛攻之下，維安政府的軍隊節節敗退，至此維安政府決定轉守為攻，發起繼鐘擺戰爭以來最大的軍事動員：地谷風暴作戰（Operation: Hollow Storm），直接進攻獸族的大本營。維安政府選擇在不屬於花崗岩盤的地區，事變日後5年遭獸族奪下的蘭登市發動反攻，利用鑽地機長驅直入進入地谷，並與獸族正面對決，然而Ｄ小隊在這一次作戰行動中發現獸族原來是利用一隻巨大的鑿地蟲來鑿破花崗岩層，藉此把賈辛圖週遭的城市沉入地底，並打算利用之將賈辛圖弄沉，而Ｄ小隊在一次撤離時意外被鑿地蟲吞入腹中，藉這個機會他們從內部將鑿地蟲的動脈鋸斷，阻止了鑽地蟲的行動。
維安政府為了持續地谷風暴作戰，需要更多有關獸族據點的資料，所以把正打算要退回賈辛圖的D小隊臨時指派去一間維安政府多年前廢棄的＂新希望研究所＂取得有關獸族據點的資料，到了研究所後Ｄ小隊發現研究所在廢棄前培育著一些被稱為種獸（Sire）的生物，為了尋找資料，馬可斯誤將這些種獸釋放出來，最後馬可斯在千鈞一髮之際逃過了眾多種獸的追殺，並將種獸關在實驗室中。
取得獸族據點位置的D小隊開著半人馬坦克前往卡達山脈並成功潛入了獸族的皇宮，同時也是獸族大本營，內克西斯（Nexus），馬可斯要多姆跟他潛行到內部啟動定位信號引導鑽地機抵達獸族皇宮周圍堅固的地面，然而多姆為了尋找他的妻子瑪莉亞而要求馬可斯先幫助他，在無可奈何之下馬可斯只好跟他一起去尋找，可是多姆最後卻找到了他最不想遇見的答案。
悲憤的多姆跟馬可斯一路殺到獸族皇宮附近，利用傑克的定位共鳴器使援軍能避開地底的伊姆河並安全降落到堅固的地面，同時與柯爾與巴德會合，進入皇宮途中卻發現獸人與螢光族發生內戰，同時也發現獸族打算弄沉賈辛圖藉此消滅螢光族，而如果維安政府能早一步在獸族撤離之前沉沒賈辛圖就可以重創獸族大軍。
當Ｄ小隊終於找到獸族女王後，司寇將軍出現並牽制Ｄ小隊讓獸族女王能成功的逃離皇宮，D小隊因此跟司寇將軍一決死戰，最後成功擊敗司寇將軍，但卻失去了女王的蹤影，D小隊只好趕回賈辛圖協助維安政府撤離。
維安政府打算在獸族於賈辛圖地盤下挖的大凹洞中引爆光子炸彈，藉此早一步弄沉賈辛圖，深知維安政府計畫的獸族傾全軍對賈辛圖展開總攻擊，馬可斯跟多姆被指派去清空光子炸彈投彈點的漂浮詭雷與敵軍，讓巨鴉直升機能安全夠進入，馬可斯在陰錯陽差之下得以乘上巨龍獸並利用其重裝火力將賈辛圖凹洞內的敵軍清空，不料載有光子炸彈的直昇機被正變成螢光族的巨龍獸給擊毀，同時巴德乘坐的巨鴉直昇機即時救出了馬可斯與多姆，急中生智的馬可斯利用螢光族在死前會引爆的特性使用黎明之鎚將螢光巨龍獸殺死，一陣巨大的爆炸摧毀了賈辛圖，宣洩不止的海水灌進地谷讓多數獸族大軍長眠於海底，人類繼光子炸彈作戰後再一次成功重創了獸族，然而，維安政府跟獸族的戰爭還沒有結束......

## 人物

### 維安政府聯盟角色
馬可斯·菲利（Marcus Fenix）
本為維安政府聯盟軍士兵，在長達79年地鐘擺戰爭中最關鍵的戰役,艾斯方戰役立下大功而獲得聯盟最高榮譽勳章[安柏利之星]的戰爭英雄。然而在獸族戰爭第10年的Ephyra戰役時，為了拯救身陷東柵軍校的父親而違抗軍令，導致維安政府聯盟的反攻失敗，隨後遭軍事法院判處死刑，好在其以前的戰功與好友多姆地求情下改為40年有期徒刑；入獄4年後維安政府為了執行光子炸彈作戰而把馬可斯放出已遭獸族破壞殆盡的監獄，讓馬可斯加入這場賭上人類存亡的作戰行動，在1代和多姆成功打敗了蘭姆將軍，發射了光子飛彈，為C.O.G立下了大功，可惜光子飛彈並沒有讓所有的獸族滅絕，讓他又重回了戰場。現在军衔為中士，並擔任D小隊隊長。
多明尼克·聖提亞哥（Dominic Santiago）
遊戲中稱呼為多姆，維安政府聯盟中的一員，馬可斯的好友，其死於艾斯方的哥哥是馬可斯的心靈支柱，也是唯一能使馬可斯開懷大笑的人。兄弟兩與馬可斯一同參加艾斯方戰役，之後並替他哥哥代領安柏利之星。其兩個兒子於事變日時遇害，在一代一開始奉維安政府的命令把馬可斯從監獄帶出來，是個頂天立地的男子漢，也是馬可斯的好夥伴，在本代中尋找失蹤的妻子瑪莉亞，但最後卻迎來了最糟糕的答案。
班傑明·卡敏（Benjamin Carmine）
是上集中被狙殺的二等兵安東尼·卡敏的弟弟，為家中四兄弟的么子，非常崇拜馬可斯，军衔为二等兵，經常出丑，以當一個軍人為榮，希望能夠藉由服役光宗耀祖。遺憾的是班傑明·卡敏不小心被鑿地蟲吞入後又被鑿地蟲體內的寄生蟲攻擊而受重傷，在對馬可斯留完遺言後斷氣。
奧古斯托司·柯爾（Augustus Cole）
外號火車頭（Cole Train），前著名背號83號的Thrashball運動員。E-Day以後便加入了COG部隊，他的運動天賦讓他在戰場上遊刃有餘，時常看到他拿著鏈鋸槍橫衝直撞。柯爾的大部分服役時間都伴隨著另一個好夥伴巴德，兩者的默契和一勇一謀的搭檔是他們能存活到現在的保障。在歐美玩家群中柯爾有著不下於馬可斯的人氣，其中大部分原因是來自他黑人的戰鬥口號。比如：“Nothing stops the ‘Cole Train’baby.” 以及 “WHOOOO！YEAHHHH！Bring it on sucka！”。 “This‘s ma kinda shit！GOW1”最後的那段Rap結束曲都是他的口號。階級為一等兵。
戴蒙·巴德（Damon Baird）
D小隊裏的資深技術人員，能夠修理所有戰鬥裝備和機械。也就是這點賦予了這個角色自大的人物個性，而且喜歡諷刺和挖苦別人。出於這些因素除了柯爾外，巴德在軍中基本沒有其它朋友，機械成了他最好的戰友。此人的頭腦也非常靈敏，戰鬥技能出色，可惜性格和態度成了制約他發展的最大障礙。階級為一等兵。
迪奇·沃林（Dizzy Wallin）
前遊擊隊士兵。常時間遊離在聯盟之外讓迪奇對聯盟政府有很強的敵對感，不過由此也讓迪奇鍛煉出一身戰鬥生存的本事。就在獸族發動反攻之後，迪奇為家人安全著想便投靠了聯盟軍COG部隊，成為了Derrick突擊戰車的駕駛員，將自己的愛車稱為「貝蒂」，在蘭登市行動時對上司寇將軍好讓馬可斯進入地底，在與其對戰時發現他與泰伊不是他的對手，最後在泰伊的要求下帶著其他人撤離蘭登市。
泰伊·卡里狩（Tai Kaliso）
是磐石一般堅強的人類戰士，與他粗曠強壯的外表成鮮明對比的是他安靜深沈的性格。泰伊的一生都在戰場上度過，長時間的戎馬生涯讓他把自己定位成一位勇士而不單是一個士兵。同時他也用哲理和神學去詮釋每場戰爭，基於這一點他的隊友很難理解這位勇士，但是這絲毫不影響他們對泰伊的尊敬和愛戴。泰伊和馬可斯在潘渡輪戰爭中互相扶持，成為了當時軍中的基石。如果說馬可斯是天生的戰鬥領導者的話，那泰伊就是天生的戰士。製作方希望這作中的泰伊可以成為一個新的亮點。
曾被馬可斯說過「比巨龍獸還猛」，在蘭登市行動時對上司寇將軍好讓馬可斯進入地底，在其對戰時發現他與迪奇不是他的對手，最後要求迪奇帶著其他人撤離蘭登市，自己留下來牽制司寇，最後被獸族抓去地底嚴刑拷打，在被馬可斯救出後，因精神壓力而選擇了自殺。
維克特·霍夫曼（Victor Hoffman）
維安政府聯盟上校，領導突擊隊參加艾斯方戰役（當時還是少校），雖然看起來是個很普通的老人，實際上身體卻是不會輸給年輕人，凡是以子弟兵為重。馬可斯是他最愛的士兵，但在一次關鍵作戰時馬可斯拋下崗位去救他的父親，這場戰役人類最後因馬可斯失蹤而戰敗，之後對他感到失望，並把他打入監獄，在這段期間他曾把所有犯人放出監獄以增加兵源，唯獨把馬可斯遺留在監獄，在光子炸彈作戰後釋懷，原諒馬可斯。
安雅·史塔伍德（Anya Stroud）
是遊戲中唯一的女性，她與他母親也參加了艾斯方戰役，兩人都獲得安伯利之星，僅在遊戲中露過兩次面，她負責操作D小隊在任務中遇到的各種機械及授予他們各項任務情報和指示。本作中與馬可斯之間似乎產生了微妙的感情。
普來考斯(Richard Prescott)
COG領導人，軍隊的總司令，在第一章中進行了提升士氣的精神喊話。
瑪利亞・聖提亞哥(Maria Santiago)
多姆的妻子，自從E-Day與多姆分離後就一直下落不明，但根據COG的調查顯示，瑪利亞本身以恍惚的狀態被收容在收容所中。但是就在幾天前被釋放，又成為下落不明狀態。後來與多姆重逢時呈現出被獸族折磨的不成人形的模樣，最後被悲傷而絕望的多姆安樂死。

### 隱藏角色
金名揚（Minh Young Kim）
維安政府聯盟的一員，官階為少尉，D小隊的隊長（後由馬可斯接任），最後金名揚為掩護D小隊的部下們撤退，在戰場上遭蘭姆將軍刺殺，光榮犧牲。在戰爭機器2的多人對戰模式中以隱藏角色的身分供玩家操縱。（在第一代必須要有光榮時刻的回憶才可使用）
安卡敏（Anothy Carmine）
維安政府聯盟的一般士兵，在軍校時被當選為最容易中彈的人，非常崇拜馬可斯。曾與馬可斯等人奮力抵抗獸族，在沒注意的情況下遭獸族狙擊手射殺，雖與馬可斯等人相處時間並不長，但馬可斯也為卡敏的死感到非常悲傷。在戰爭機器2中，也是以隱藏角色的身分供玩家操縱。（必須在第一代中有完成任務1（任何難度）才可使用該角色）
蘭姆將軍（RAAM）
獸族的高階將領，聰明異常，金名揚就是慘死在其刀下。率領獸族佔領了光子列車，企圖阻止馬可斯發射光子飛彈，最後馬可斯和多姆還是不負眾望，將蘭姆將軍打敗，成功發射了光子飛彈，也為長官金名揚報了仇。（必須要在第一代有蘭姆將軍剋星才可使用該角色）

### 獸族
獸族（Locust Horde）
是一群由不同種類的生物組成的集合體，獸族居住在Sera星球的地底。直到“事變日”，他們以龐大的武力和驚人的數量襲擊了人類世界，獸族的最終目標是殲滅所有在星球上的人類，獸族生活在一個稱為Hollow的地下網絡。獸族的命名來源源自他們的攻擊性和暴力的獸性，如同野獸般的摧毀一切阻擋在他們道路上的事物，而且獸族的名字，也普遍被他們所接受。馬可斯的團隊發現他們的地下通道網絡比任何人預期的還要大。
司寇將軍（Skorge）
獸族的指揮官，手持一柄雙鏈鋸棍，擁有一個人劈開一台大型戰車的能力。
獸族女王（Myrrah）
獸族的領導者，是一位相當神秘的人物，擁有近似於人類的說話聲音。遇到主角後逃跑，與馬可斯的父親有一定的關係，遊戲末尾埋下伏筆。

### 獸族兵種
獸兵(Drones)
最基本的獸族士兵，裝備簡陋。會使用簡單的戰術，並使用雷爆突擊步槍、騎兵突擊步槍或左輪手槍。
獸族機槍兵
獸兵的分支，負責操作三獸砲的獸兵，和獸兵不同處在於頭上戴了堅硬的頭盔以防止被敵方狙擊手狙擊。
獸族狙擊手 (Sniper)
裝備和獸兵無異，但多了一副夜視鏡，主要任務是使用狙擊槍狙擊敵人。
獸族擲彈兵 (Grenadier)
没有装备盔甲，使用霰彈槍，並會投擲手榴彈。
獸族精銳擲彈兵
跟獸族擲彈兵比起來，他的肉搏攻擊力更強，還有穿戴肩甲，配備暴雷突擊步槍和納許霰彈槍及布塔克左輪手槍
獸族護衛兵 (Theron Guard)
護衛隊是獸族的精銳，配備機械弓、騎兵突擊步槍或者是霰彈槍，帶有合金面罩，還有左輪手槍作為備用武器。
獸族哨兵
武器跟護衛兵相同，只是戴個不一樣的面具而已，但是比獸族護衛兵更強大且聰明。
獸族火砲兵 (Boomer)
使用榴彈發射器，高大、強壯、耐打、行動緩慢、火力強大，他們可以硬生生被一整個彈夾的騎兵突擊步槍子彈擊中也不吭氣。在特定時刻，火砲兵有時還會攜帶一種特殊的破城槌，裡面裝滿了炸藥，可以輕易的攻入任何大門中，並且摧毀掉擋路的障礙物（也會殺死使用該槌的火砲兵本身）。

### 居民
遊民
維安政府黎明之槌作戰的倖存者，後居住在被維安政府聯盟遺棄的城市廢墟中，絕大部分厭惡維安政府，這些人聚集在一起抵抗獸族的侵擾，然而由於獸族的猛攻之後，部分遊民決定加入維安政府，其餘的則遷移到地底下，繼續過著可能會被獸族追殺的生活。

## 關連項目
- 戰爭機器
- 戰爭機器3